# NGC 3462
NGC 3462 је лентикуларна галаксија у сазвежђу Лав која се налази на NGC листи објеката дубоког неба.
Деклинација објекта је + 7° 41' 49" а ректасцензија 10h 55m 21,0s. Привидна величина (магнитуда) објекта NGC 3462 износи 12,3 а фотографска магнитуда 13,3. NGC 3462 је још познат и под ознакама UGC 6034, MCG 1-28-19, CGCG 38-49, Todd 5, PGC 32822.